# Залом
За́лом — село в Україні, Закарпатська область, Хустський район, Хустська об'єднана територіальна громада, Заломський старостинський округ. За 12,7 км від Хуста (за 780 км від Києва).
Межує із селами Кошельово та Липовець.
Населення становить 2323 осіб (станом на 2001 рік.)
Протяжність кордонів села Залом з півночі на південь 2 км 568 м, із заходу на схід 1 км 652 м.
До 17 липня 2020 року село Залом було підпорядковане Кошелівській сільраді до прийняття постанови ВРУ №807-IX "Про утворення та ліквідацію районів". А також, до прийняття цього закону, назва старого району була Хустський.
Тепер територія села Залом входить до складу Заломського старостинського округу і має свого власного старосту.

## Населення

### Мова
Розподіл населення за рідною мовою за даними перепису 2001 року:
| Мова            | Кількість | Відсоток |
| --------------- | --------- | -------- |
| українська      | 2308      | 99.36%   |
| російська       | 13        | 0.56%    |
| білоруська      | 1         | 0.04%    |
| інші/не вказали | 1         | 0.04%    |
| Усього          | 2323      | 100%     |

## Географія

### Вулиці с. Залом з поштовим індексом 90414
В селі Залом є 13 вулиць, у яких зареєстровано 565 будинків (станом на 2023 рік).
1. Алмаш вул.
2. Без назви вул.
3. Бердо вул.
4. Верьх вул.
5. Воларськи вул.
6. Гори вул.
7. Забереж вул.
8. Карпови вул.
9. Липовчана вул.
10. Озерний вул.
11. Ологи вул.
12. Посіч вул.
13. Руня вул.

### Відстань до міст України
- Київ - 783 км.
- Львів - 244 км.
- Ужгород - 118 км.
- Мукачево - 77,2 км.
- Хуст - 12,7 км.

### Найближчий аеропорт
- 125 км - Міжнародний аеропорт Ужгород (IATA: UDJ, ICAO: UKLU).
- 246 км - Міжнародний аеропорт Львів імені Дани́ла Га́лицького (IATA: LWO, ICAO: UKLL).
- 210 км - Міжнародний аеропорт Івано-Франківськ (IATA: IFO, ICAO: UKLI).

## Адреса с. Залом англійською мовою
village Zalom, Khusts'kyi district (Khust raion), Zakarpattia oblast (Zakarpats'ka Oblast), Ukraine, ZIP code 90414 

## Транспорт
Громадський транспорт села Кошельово представлений маршрутним автобусом, який курсує по маршруту Хуст - Іза- Кошельово - Залом.
Модель маршрутного автобусу: ПАЗ-4234.
Рейс: 434Г ХУСТ - КОШЕЛЬОВО (Khust - Koshel'ovo).
Перевізник: ПП "ХУСТ-СПЕЦАВТОТРАНС".
Керівник: Сабов Сергій Йосипович.

## Інтернет - провайдери
Інтернет мережа в селі Кошельово побудована із використанням сучасних рішень за технологією Fiber to the Node (FTTN) Fast Ethernet - технологія доступу дозволяє подавати абоненту широкосмуговий доступ до мережі Інтернет на швидкості до 100 Mбіт/с.
Частково побудована, та за певний час вся мережа повинна оновитися на оптичну мережу з використанням GPON/GEPON технологій, що дозволить розширити швидкості доступу для абонента та убезпечити абонента від недоліків активного інтернет-обладнання, яке вразливе до пропадання електроенергії чи від погодних катаклізмів у вигляді гроз.

## Державні установи

### Керівний склад Заломськогостаростинського округу
- Сарай-Курта Марина Василівна староста Заломського старостинського округу, до складу якого входить територія села Залом, в період з 31.12.2020 року.

### Заломська гімназія
Колектив нараховує 78 працівників.
Тип ЗЗСО: Гімназія з початковою школою.
Сайт: https://zalomzosh.e-schools.info
Повна назва: Заломська гімназія Хустської міської ради.
Коротка назва: Заломська гімназія.
Адреса: 90414,Закарпатська обл.,Хустський р-н., с. Залом, вул. Центральна, 49
Адміністрація Заломської гімназії:
- Директор Мигалко Ольга Данилівна. Вчитель української мови та літератури. Вчитель-методист. Вища категорія.
- Заступник директора з навчально-виховної роботи Рогач Неля Василівна. Вчитель історії, правознавства.

### Амбулаторія
Амбулаторія загальної практики сімейної медицини с. Залом, Хустського району, Закарпатської області.
Скорочена назва АЗПСМ с. Залом Хустського району Закарпатської області.
Уповноважені особи:
- ПУКАВСЬКА ЛЮДМИЛА МИХАЙЛІВНА (керівник, представник).

Графік роботи: з понеділка по п'ятницю з 08:00 до 17:00 години.

## Церква Преображення Господнього 1928
Дерев’яну церкву спорудили у вигляді базиліки з притворами обабіч нави та невеликою вежею над входом. Так будували багато православних церков у 1920-х і 1930-х роках. Згодом стіни церкви повакували, а дахи, очевидно, були бляшані з часу спорудження. Над входом дві дати – 1928 та 1977, остання з яких свідчить про ремонт.
Нині довкола церкви заклали фундамент нової. Називають це реконструкцією, але, найімовірніше, стару церкву розберуть. На схід від церкви стоїть велика мурована дзвіниця з прибудовою.
Проєкт нової церкви виконав хустський архітектор А. Ф. Путрашик.

## Присілки

### Чертеж
Чертеж - колишнє село в Україні, в Закарпатській області.
Згадки: 1898: Csertezse (Hnt.), 1907: Mezőcske (Hnt.), 1910: Bokros (Csertesi) (Sebestyén 2008: 205).

### Руня
Руня - колишнє село в Україні, в Закарпатській області.
Обєднане з селом Залом рішенням облвиконкому Закарпатської області №155 від 15.04.1967
Згадки:  1898: Runya (Hnt.), 1907: Róna (Hnt.), 1910: Róna (Runya) (Sebestyén 2008: 205), 1913: Róna (Hnt.), 1967: Руня (ZO).

### Копина
Копина - колишнє село в Україні, в Закарпатській області.
Згадки: 1898: Kopina, 1907: Kopaszhát, 1910: Csupaszhát (Kopina), 1913: Kopaszhát, 1944: Kopina, Копина.

### Посіч
Посіч - колишнє село в Україні, в Закарпатській області.
Згадки: 1898: Poszicska, 1907: Irtás, 1910: Vágás (Pozsics), 1941: Posics.

## Туристичні місця

### Водяний млин
Цікавим об’єктом є водяний млин Василя Чопея (завідувач відділом у Хустській РДА), який збудований у 1843 році і працює по сьогоднішній час.
Споруду побудував прадід Василь Чопей у 1813 році. Прадід Василь Чопей звів для родини оселю і змайстрував млин та кузню. В 70-х роках сильна повінь поламала млин і знищила кузню. У 90-х роках споруда була відремонтована, але деякі механізми вийшли з ладу. Млин розпочав нове життя, але кузня реконструкції не підлягала.
Наразі млин в хорошому стані.
Відео РТК Хуст про водяний млин Василя Чопея в інтернеті під назвою Унікальний млин...Кошелево-Залом.